# بطريركية كارلوفتسي
بطريركية كارلوفتسي (بالصربية: Карловачка патријаршија)، وتُعرف أيضًا باسم البطريركية الصربية في سريمسكي كارلوفتسي (بالصربية: Српска патријаршија у Сремским Карловцима)، كانت بطريركية تابعة لـ الكنيسة الأرثوذكسية الشرقية، وامتدت بين عامي 1848 و1920.

## التأسيس
تأسست البطريركية عام 1848 عندما تم رفع ميتروبوليتية كارلوفتسي (Metropolitanate of Karlovci)، التي كانت آنذاك واحدة من أهم المراكز الأرثوذكسية في أراضي الإمبراطورية النمساوية المجرية، إلى رتبة بطريركية، وذلك ردًا على تنامي الهوية الدينية والوطنية لدى الصرب الأرثوذكس في وسط أوروبا.

## الموقع
كان مركز البطريركية يقع في بلدة سريمسكي كارلوفتسي، وهي بلدة تقع اليوم ضمن أراضي صربيا الحديثة. وقد لعبت دورًا ثقافيًا وروحيًا هامًا للصرب الأرثوذكس في الأراضي الخاضعة للإمبراطورية النمساوية.

## الاتحاد مع بطريركية بلغراد
في عام 1920، وبعد نهاية الحرب العالمية الأولى وسقوط الإمبراطورية النمساوية المجرية، تم توحيد بطريركية كارلوفتسي مع المطرانية الصربية في بلغراد لتشكيل الكنيسة الأرثوذكسية الصربية الموحدة، التي أصبحت منذ ذلك الحين الكيان الرسمي للأرثوذكسية في مملكة الصرب والكروات والسلوفينيين (لاحقًا يوغوسلافيا).

## الإرث
تُعتبر بطريركية كارلوفتسي رمزًا مهمًا في التاريخ الديني والثقافي لصرب الشتات، خصوصًا خلال الفترة التي كان فيها الصرب يعيشون ضمن دول متعددة غير صربية. كما كانت مركزًا للتعليم الأرثوذكسي والنشاط الأدبي والديني.